# Kufia palestina

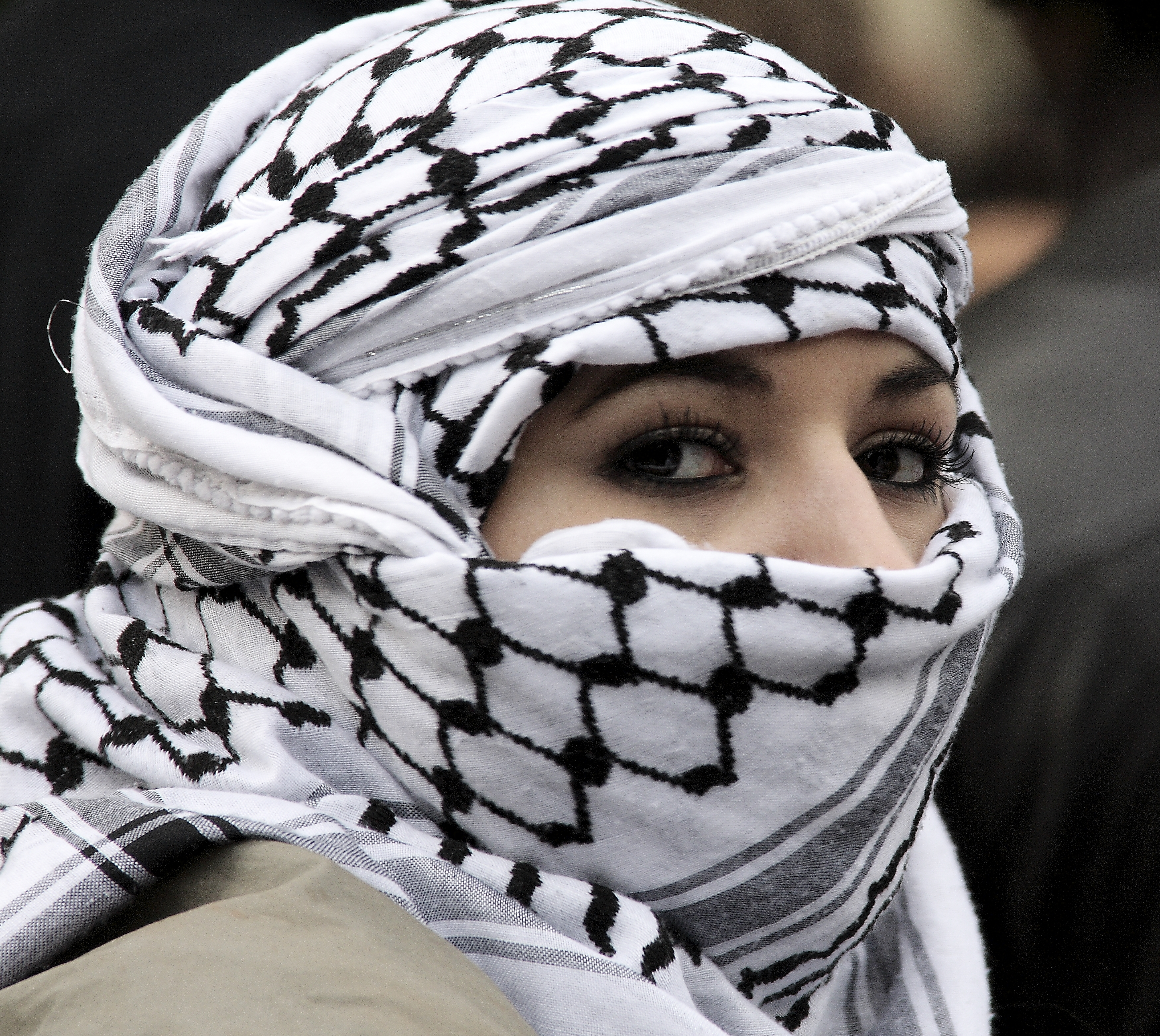
Dona amb una kufia palestina, París.

La kufia palestina o keffiyeh, segons la pronunciació palestina i la transcripció anglesa (àrab: كوفية, kūfiyya, pronunciada en àrab palestí keffiye), és un mocador de quadres en blanc i negre. Aquesta peça es porta generalment al coll o al cap. La keffiyeh s'ha convertit en un símbol del nacionalisme palestí des de la revolta àrab de 1936-1939 a Palestina. Fora de l'Orient Mitjà i el nord d'Àfrica, la keffiyeh va guanyar popularitat per primera vegada entre els activistes que recolzaven els palestins en el conflicte amb Israel. La keffiyeh s'ha convertit en una icona de la solidaritat palestina.

## Història

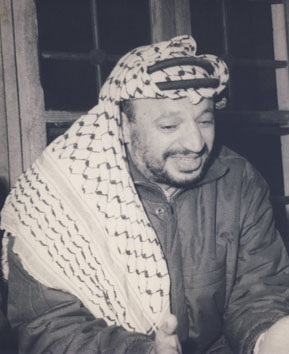
Iàssir Arafat amb la seva emblemàtica keffiyeh, 1974.

Tradicionalment emprada pels agricultors palestins durant el període otomà, la keffiyeh indicava que el portador era rural, a diferència del tarbouche que portaven les classes urbanes.
La keffiyeh en blanc i negre que portaven els homes palestins de tots els rangs es va convertir en un símbol del nacionalisme palestí, especialment durant la revolta àrab dels anys trenta. La keffiyeh va créixer en popularitat i va assolir el seu punt àlgid el 1938, quan la direcció de la revolta va ordenar que les classes urbanes substituïssin els seus pentinats tradicionals per la keffiyeh. El moviment pretenia crear unitat així com permetre que els rebels s'incorporessin a les ciutats.
La seva importància va augmentar durant la dècada de 1960 amb l'inici del moviment de resistència palestí i la seva adopció pel polític palestí Iàssir Arafat.
La keffiyeh a quadres en blanc i negre es convertiria més tard en el símbol d'Arafat i poques vegades se'l veia sense ell. Només de tant en tant portava una gorra militar o, en climes més freds, un barret d'ushanka d'estil rus. Arafat portava la seva keffiyeh d'una manera semi-tradicional, embolicat al voltant del seu cap mitjançant un agal. També portava una peça de tela amb estampats semblants al de la seva roba militar. Des del principi, va fer una marca de col·locar el foulard només a l'espatlla dreta, disposant-lo en forma de triangle cru, per assemblar-se als contorns del territori reivindicat per Palestina. Aquesta manera de portar la keffiyeh s'ha convertit en un símbol d'Arafat com a persona i líder polític. Aquesta manera de portar la keffiyeh no ha estat imitada per altres líders palestins.
Una altra figura palestina associada a la keffiyeh és Leïla Khaled, membre femenina del braç armat del Front Popular per a l'Alliberament de Palestina. Diverses fotografies de Khaled van circular als diaris occidentals després del segrest del vol 840 de la TWA i els segrestos de Dawson's Field. Aquestes fotos sovint incloïen Khaled que portava una keffiyeh a l'estil del hijab d'una dona musulmana, embolicat al voltant del cap i les espatlles. Això era inusual, ja que la keffiyeh s'associa amb el masclisme àrab i molts creuen que és una declaració de moda de Khaled. Aquesta declaració de moda denotaria la igualtat de Leila Khaled, una dona, amb els homes en la lluita armada palestina.
Els colors de les costures d'una keffiyeh també estan vagament associats amb les simpaties polítiques palestines. Les keffiyehs tradicionals en blanc i negre s'han associat amb Fatah. Més tard, els marxistes palestins van adoptar keffiyehs vermells i blancs, com el FPLP.

## Solidaritat palestina
L'ús de la keffiyeh sovint va acompanyat de crítiques de diverses faccions polítiques en el conflicte israelià-palestí en curs. L'argot keffiyeh kinderlach es refereix als joves jueus nord-americans d'esquerra, especialment estudiants, que porten una keffiyeh al coll com a declaració política/de moda. Aquest terme pot haver aparegut per primera vegada a la impremta en un article de Bradley Bursto, en què escriu «la kaffiyeh kinderlach dels suburbis exiliat de Berkeley, molt més palestí que els palestins» en la seva crítica a Israel. Alguns activistes europeus també han portat la keffiyeh.
Mentre que els manifestants occidentals porten estils i tons de keffiyeh, el més destacat és la keffiyeh en blanc i negre. Normalment es porta al coll com una bufanda, simplement lligada a la part davantera amb la tela deixada passar per l'esquena. Altres estils populars inclouen bufandes de forma rectangular amb el patró bàsic en blanc i negre al cos i extrems teixits en forma de bandera palestina. Des de la Intifada d'Al-Aqsa, aquestes bufandes rectangulars han aparegut cada cop més amb una combinació de la bandera palestina i la mesquita d'al-Aqsa, estampada als extrems de la tela.
L'any 2006, el primer ministre d'Espanya, José Luis Rodríguez Zapatero, va pronunciar un discurs en el qual va criticar durament Israel, després va acceptar una keffiyeh de la ciutadania i es va fer fotografiar portant-la.
La marca impresa " kefieh » ha estat utilitzada diverses vegades a la moda per marques com Topshop, ASOS, Cecilie Copenhagen, Boohoo o la marca israeliana Dodo Bar Or, provocant polèmiques i debats sobre l'apropiació cultural. L'any 2007, la cadena nord-americana de botigues de roba Urban Outfitters va deixar de vendre keffiyeh (venudes amb el nom de "bufandes contra la guerra") després de ser criticat per «un activista pro-Israel... [que] es va queixar dels articles». L'empresa va dir que no tenia la intenció «per implicar simpatia o suport als terroristes o al terrorisme» i que aquest delicte «no era de cap manera [la seva] intenció».
La rapera de hip-hop anglo-palestina Shadia Mansour va denunciar l'apropiació cultural de la keffiyeh, defensant-la com a símbol de la solidaritat palestina, en el seu primer single, al-Kūfīyah 'Arabīyah (" la keffiyeh és àrab "). Toca amb un thawb tradicional palestí i proclama a la seva cançó: «This is how we wear the keffiyeh / The Arab keffiyeh » (‘Així és com ens posem la keffiyeh / La keffiyeh àrab’) i «I'm like the keffiyeh / However you rock me / Wherever you leave me / I stay true to my origins/Palestinian» (‘Sóc com la keffiyeh / Sigui com em moguis / Allà on em deixis / Em mantinc fidel als meu origen / Palestí’). A l'escenari de Nova York va presentar la cançó dient: «You can take my falafel and hummus, but don't fucking touch my keffiyeh» (‘Pots prendre el meu falàfel i hummus, però no em toquis la meva keffiyeh’).

## Fabricació a Palestina

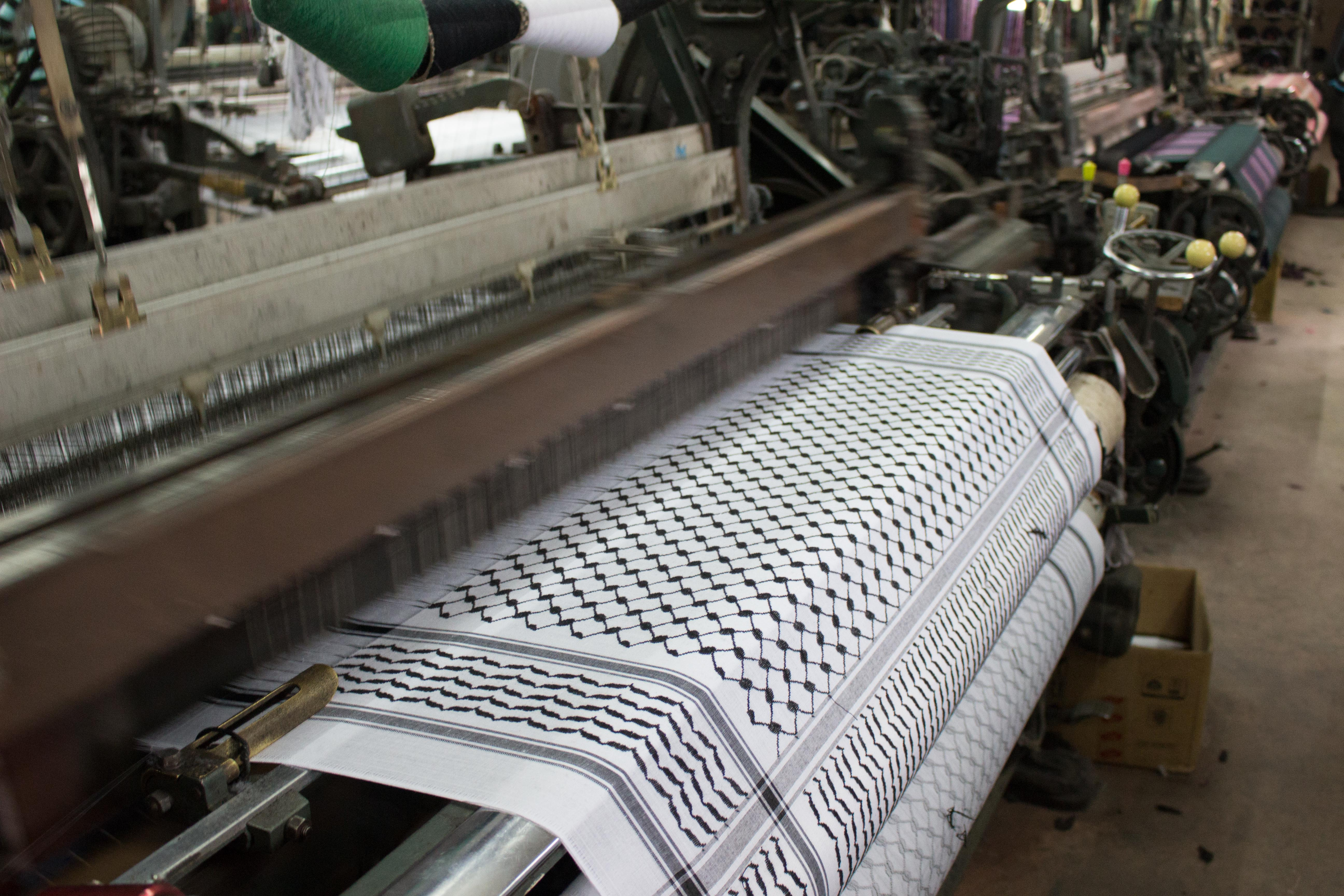
Un teler teixint una keffiyeh palestina a la fàbrica Hirbawi

Avui, aquest símbol de la identitat palestina és importat de la Xina. Amb la creixent popularitat del mocador a la dècada del 2000, els fabricants xinesos van entrar al mercat, expulsant els palestins del negoci.
Durant cinc dècades, Yasser Hirbawi va ser l'únic fabricant palestí de keffiyeh, fabricant-los en setze telers a la fàbrica tèxtil Hirbawi a Hebron. El 1990, els setze telers estaven funcionant, fent aproximadament 750 keffiyehs per dia. L'any 2010 només es van utilitzar dos telers, o amb prou feines 300 keffiyeh per setmana. A diferència dels productes fets a la Xina, Hirbawi només utilitza cotó. El fill d'Hirbawi, Izzat, va declarar la importància de crear el símbol palestí a Palestina: «la keffiyeh és una tradició palestina i s'hauria de fer a Palestina. Hem de ser nosaltres els que ho fem».